# Schneppenberg
Schneppenberg ist eine der 106 Ortschaften der Gemeinde Reichshof im Oberbergischen Kreis im nordrhein-westfälischen Regierungsbezirk Köln in Deutschland.

## Lage und Beschreibung
Schneppenberg liegt südlich der Wiehltalsperre, die nächstgelegenen Zentren sind Gummersbach (15 km nordwestlich), Köln (64 km westlich) und Siegen (39 km südöstlich).

## Geschichte

### Erstnennung
1500 wurde der Ort das erste Mal urkundlich erwähnt: In einer Wechselurkunde über den Tausch von Hörige zwischen Berg und Sayn wird genannt: „Des alten Peters Tochter von Sneppenberg, die bergisch war nun aber mit allen Kindern saynisch wird.“
Die Schreibweise der Erstnennung war Sneppenberg.
| Bevölkerungsentwicklung | Bevölkerungsentwicklung |
| Jahr                    | Einwohner               |
| ----------------------- | ----------------------- |
| 1991                    | 35                      |
| 2005                    | 44                      |
| 2006                    | 42                      |
| 2008                    | 38                      |
| 2017                    | 32                      |
| 2018                    | 32                      |
| 2019                    | 31                      |